# 織田重治 (日本古代史研究家)
織田 重治（おだ しげはる Oda Shigeharu） （1917年6月29日—1995年），日本有限會社大阪通管工業所的創始者，在野的日本古代史研究家。自稱旗本高家織田信高家第14代當主。清洲城名譽城主織田信成的祖父。

## 個人簡歷
- 1917年（大正6年）6月29日出生於日本國兵庫縣神戸市。
- 1934年（昭和9年）頃，舊制第一神戸中學校（現名 兵庫縣立神戸高等學校）畢業。
- 1937年（昭和12年）頃，舊制第三高等學校（現名 京都大學的前身）畢業。
- 1940年（昭和15年）頃，京都帝國大學文學部?[3]（現名 京都大學）畢業。
- “三井物産”株式會社就職了。
- 1947年（昭和22年）7月 財閥解體的改革起因三井物産分離的一个株式會社“互洋貿易”服務。
- 1954年（昭和29年）轉職，事業廢棄物處理的一个企業“浪速金属”（大阪市旭區）就職了。
- 1956年（昭和31年）鋼材加工的一个企業“大成興業”爲創立役員。
- 1966年（昭和41年）家庭用下水配管洗滌的一个企業創始於大阪市浪速區櫻川。
- 1968年（昭和43年）4月，改組於家庭用下水配管的一个洗滌企業是有限會社“大阪通管工業所”。
- 1983年（昭和58年）大阪醫科大學的解剖學學習用全身捐赠組織“皐月会”爲初代會長。
- 1995年（平成7年）死去。享年78歳。他的遺体是他的高潔遺志因自己全身捐赠了。

## 私的研究及論文
- 《私與古代史》織田重治
- 《韓國古代史的旅行》織田重治
- 《三角縁神獣鏡的研究》織田重治
- 《集安古墳的研究》織田重治
- 《播磨風土記所載的古墳2》織田重治
- 《洛陽及西安的点描》織田重治

## 家族
- 夫人：某氏
  - 長男：織田信義（1942年（昭和17年）6月25日 - ）大阪通管工業所 前代表取締役。織田信高流高家第15代当主。
  - 長男的夫人：織田憲子（1947年（昭和22年）5月27日 - ）元女流花樣滑冰運動員。花樣滑冰指導員。
    - 孫（長男）：織田信治（1983年（昭和58年） - ）
    - 孫（長男）的夫人：某氏
      - 曾孫（長男）：男子（2007年（平成19年） - ）

    - 孫（二男）：織田信成（1987年（昭和62年）3月25日 - ）花樣滑冰運動員。清洲城名譽城主。
    - 孫（二男）的夫人：某氏（1987年（昭和62年） - ）
    - 孫（長女）：女子

## 関連項目
- 古代史研究市民會
- 古田武彦
- 日本九州島王朝説
- 古代日本多元王朝説
- 邪馬臺國是虚構説

## 補註
1. ↑  自織田信長起算是15世代當主。
2. ↑  自稱幕末的人物織田信眞的5世孫。
3. ↑  但『京都帝國大學文學部學生名簿』1938年（昭和13年）6月版，是記載於文學部的學生（735名）全員的姓名・貫郷・出身高校雖此中“織田重治”當該人名皆無。